# 서송 (서수휘)

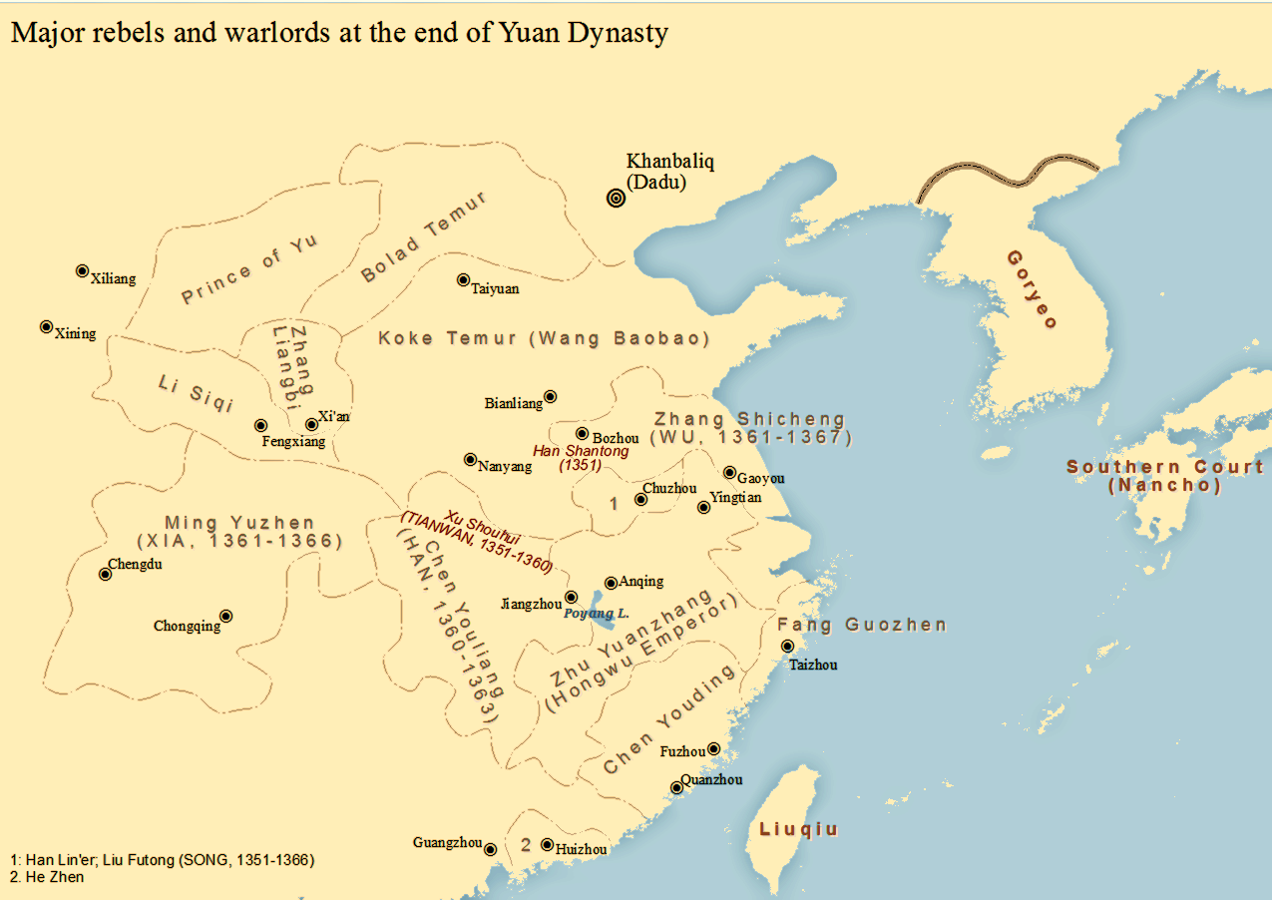

서송(徐宋, 1351년 10월 8일 ~ 1360년 5월 3일)은 14세기 원말명초 시대에 홍건적의 세력이 세운 국가이다. 사서에는 국호를 천완(天完)으로 기록되어 있으나, 대송(大宋)을 천완으로 잘못 오기한 것으로 보고 있다.

## 역사
14세기 원말명초 시대 반원(反元) 세력의 일원으로 원나라에 항거한 홍건적 예하 부장수 출신의 서수휘(徐壽輝)가 1351년을 기하여 첫 봉기한 후, 10월에 기수(蘄水, 현재의 후베이 성 치춘 현)에서 칭제하여 국호를 송(宋)으로 하였다. 1353년, 원나라와의 전쟁에서 패한 후, 한양(漢陽 ,지금의 후베이 성 우한 시)으로 수도를 이전하였다. 1360년 4월, 장사성(張士誠)과 전투를 벌이던 중에 진우량(陳友諒)에게 참살 되었으며, 후에 진우량이 국호를 한(漢)으로 고쳐 칭제 건원하였다. 

## 역대 군주
| 대수  | 묘호                      | 시호                                | 성명            | 연호 | 재위기간        |
| ----- | ------------------------- | ----------------------------------- | --------------- | --- | --------------- |
| 제1대 | 세종 (世宗) <명옥진 추숭> | 응천계운헌무황제 (應天啟運獻武皇帝) | 서수휘 (徐壽輝) | 치평(治平) 1351년 ~ 1355년 태평(太平) 1356년 ~ 1358년 천계(天啓) 1358년 ~ 1359년 천정(天定) 1359년 ~ 1360년 | 1351년 ~ 1360년 |

## 같이 보기
- 한송(韓宋)
- 진한(陳漢)
- 장주(張周)
- 명하(明夏)